# Padre Bernardo (ort)
Padre Bernardo är en ort i Brasilien.   Den ligger i kommunen Padre Bernardo och delstaten Goiás, i den centrala delen av landet, 80 km nordväst om huvudstaden Brasília. Padre Bernardo ligger 642 meter över havet och antalet invånare är 16 118.
Terrängen runt Padre Bernardo är platt. Det finns inga andra samhällen i närheten.
Omgivningarna runt Padre Bernardo är huvudsakligen savann. Runt Padre Bernardo är det mycket glesbefolkat, med 7 invånare per kvadratkilometer.